# Phillips Smalley
Phillips Smalley (né le 7 août 1865 à Brooklyn, quartier de New York aux États-Unis, et mort le 2 mai 1939 à Hollywood en Californie) est un réalisateur, acteur, scénariste et  producteur de cinéma américain.

## Biographie
Sa première épouse est l'actrice et réalisatrice Lois Weber.

## Filmographie

### Comme réalisateur
- 1911 : A Heroine of '76
- 1911 : The Heiress
- 1911 : The Realization
- 1911 : On the Brink
- 1911 : Fate
- 1911 : A Breach of Faith
- 1911 : The Martyr
- 1912 : A Parting of the Ways
- 1912 : Angels Unaware
- 1912 : Fine Feathers
- 1912 : The Bargain
- 1912 : The Final Pardon
- 1912 : Eyes That See Not
- 1912 : The Greater Christian
- 1912 : McGuirk, the Sleuth
- 1912 : Her Dressmaker's Bills
- 1912 : The Only Woman in Town
- 1912 : Bella's Beaus
- 1912 : A Pair of Fools
- 1912 : The Blonde Lady
- 1912 : Her Old Love
- 1912 : The Chorus Girl
- 1912 : The Valet and the Maid
- 1912 : A Tangled Marriage
- 1912 : Oh! That Lemonade
- 1912 : The Mind Cure
- 1912 : Mixed Bottles
- 1912 : His Wife's Stratagem
- 1912 : Her Visitor
- 1913 : The Norwood Case
- 1913 : Jones Resurrected
- 1913 : Her Kid Sister
- 1913 : A Night at the Club
- 1913 : Heroic Harold
- 1913 : The Fake Gas-Man
- 1913 : A Dip Into Society
- 1913 : Pearl's Admirers
- 1913 : The False Alarm
- 1913 : Accident Insurance
- 1913 : With Her Rival's Help
- 1913 : Box and Cox
- 1913 : Her Lady Friend
- 1913 : Strictly Business
- 1913 : An Awful Scare
- 1913 : That Other Girl
- 1913 : Schultz's Lottery Ticket
- 1913 : A Night in Town
- 1913 : An Innocent Bridegroom
- 1913 : Ma and the Boys
- 1913 : Knights and Ladies
- 1913 : Who Is the Goat?
- 1913 : Calicowani
- 1913 : The Picture of Dorian Gray
- 1913 : Lovers Three
- 1913 : His Twin Brother
- 1913 : It's a Bear
- 1913 : The Drummer's Note Book
- 1913 : Pearl as a Clairvoyant
- 1913 : Bobby's Baby
- 1913 : Almost a Winner
- 1913 : Until Death
- 1913 : The Veiled Lady
- 1913 : Our Parents-In-Law
- 1913 : Two Lunatics
- 1913 : His Romantic Wife
- 1913 : A Joke on the Sheriff
- 1913 : Forgetful Flossie
- 1913 : When Love Is Young
- 1913 : The Rosary
- 1913 : Pearl as a Detective
- 1913 : Oh! Whiskers!
- 1913 : His Awful Daughter
- 1913 : The Cap of Destiny
- 1913 : Our Willie
- 1913 : Homlock Shermes
- 1913 : Toodleums
- 1913 : A Supper for Three
- 1913 : Where Charity Begins
- 1913 : Hooked
- 1913 : Clancy, the Model
- 1913 : Mary's Romance
- 1913 : The New Typist
- 1913 : Black and White
- 1913 : False Love and True
- 1913 : The Pretender
- 1913 : Her Joke on Belmont
- 1913 : An Expensive Drink
- 1913 : A Call from Home
- 1913 : Will Power
- 1913 : The Smuggled Laces
- 1913 : Out of the Past
- 1913 : Who Is in the Box?
- 1913 : The Paper Doll
- 1913 : Mrs. Sharp and Miss Flat
- 1913 : An Hour of Terror
- 1913 : Suspense
- 1913 : Muchly Engaged
- 1913 : The Girl Reporter
- 1913 : True Chivalry
- 1913 : Through Strife
- 1913 : Squaring Things with Wifey
- 1913 : Pearl's Dilemma
- 1913 : In Death's Shadow
- 1913 : The Hall-Room Girls
- 1913 : The Broken Spell
- 1913 : College Chums
- 1913 : Belmont Stung
- 1913 : What Papa Got
- 1913 : Her Little Darling
- 1913 : A Child's Influence
- 1913 : Starving for Love
- 1913 : Oh! You Scotch Lassie
- 1913 : How Women Love
- 1913 : Pearl and the Tramp
- 1913 : One Wife Too Much
- 1913 : The Greater Influence
- 1913 : Hypnotized
- 1913 : Caught in the Act
- 1913 : That Crying Baby
- 1913 : His Aunt Emma
- 1913 : The Red Heart
- 1913 : The Call
- 1913 : Much Ado About Nothing
- 1913 : Baldy Belmont and the Old Maid
- 1913 : Lost in the Night
- 1913 : Some Luck
- 1913 : Pleasing Her Husband
- 1913 : A News Item
- 1913 : A Bachelor's Finish
- 1913 : Misplaced Love
- 1913 : Genesis: 4-9
- 1913 : Pearl and the Poet
- 1913 : His Last Gamble
- 1913 : Baldy Belmont as a Roman Gladiator
- 1913 : The Dress Reform
- 1913 : Baldy Belmont Wanted a Wife
- 1913 : Shadows of Life
- 1913 : The Woman and the Law
- 1913 : Getting the Grip
- 1913 : Memories
- 1913 : Hearts Entangled
- 1913 : Willie's Great Scheme
- 1913 : The Turkish Rug
- 1913 : The Thumb Print
- 1913 : Robert's Lesson
- 1913 : The Rich Uncle
- 1913 : The Game That Failed
- 1913 : A Hidden Love
- 1913 : It's a Shame to Take the Money
- 1913 : Girls Will Be Boys
- 1913 : When Duty Calls
- 1913 : The Haunted Bride
- 1913 : Oh! You Pearl
- 1913 : Baldy Belmont Wins the Prize
- 1913 : Out of the Grave
- 1913 : The Blood Brotherhood
- 1913 : Her Secretaries
- 1913 : The Cabaret Singer
- 1913 : Hubby's New Coat
- 1913 : Baldy Belmont Lands a Society Job
- 1913 : The Convict's Daughter
- 1913 : That Awful Maid
- 1913 : The Installment Plan Marriage
- 1913 : A Woman's Revenge
- 1913 : James Lee's Wife
- 1913 : Pearl's Hero
- 1913 : Baldy Is a Wise Old Bird
- 1913 : The Mask
- 1913 : First Love
- 1913 : The Trained Nurse
- 1913 : The Soubrette
- 1913 : The Jew's Christmas
- 1913 : The Heart of an Artist
- 1913 : My Brudder Sylvester
- 1913 : The Baby Question
- 1913 : The Lure of the Stage
- 1913 : The Kitchen Mechanic
- 1913 : Hubby's Night Out
- 1914 : The Traitor
- 1914 : The Female of the Species
- 1914 : The Lifted Veil
- 1914 : A Fool and His Money
- 1914 : Shadowed
- 1914 : Fighting Is No Business
- 1914 : The Ring
- 1914 : It May Come to This
- 1914 : Baldy Belmont's Bumps
- 1914 : Midnight Soaring
- 1914 : Jones' Burglar Trap
- 1914 : The Shadow of a Crime
- 1914 : The Leper's Coat
- 1914 : Oh! You Puppy
- 1914 : His Vacation
- 1914 : A Grateful Outcast
- 1914 : What Didn't Happen to Mary?
- 1914 : Gee! But It's Great to Be Stung
- 1914 : For a Woman
- 1914 : The Coward Hater
- 1914 : Getting Reuben Back
- 1914 : Baldy Belmont Picks a Peach
- 1914 : A Sure Cure
- 1914 : An Old Locket
- 1914 : Some Doings
- 1914 : Harold's Burglar
- 1914 : McSweeney's Masterpiece
- 1914 : That Infernal Machine
- 1914 : Arabella's Romance
- 1914 : The Merchant of Venice
- 1914 : How Mosha Came Back
- 1914 : A Strange Bird
- 1914 : Some Pull
- 1914 : Lizzie and the Iceman
- 1914 : Bimberg's Love Affair
- 1914 : Baldy Belmont Breaks Out
- 1914 : Her Cousin Bill
- 1914 : Kelly's Ghost
- 1914 : Dazzle's Black Eye
- 1914 : Baldy Belmont, Almost a Hero
- 1914 : The Fat and Thin of It
- 1914 : Without Pants
- 1914 : Snookums' Last Racket
- 1914 : The Spider and Her Web
- 1914 : Auntie's Romantic Adventures
- 1914 : One Happy Tramp
- 1914 : Going Some
- 1914 : The Lady Doctor
- 1914 : An Undesirable Suitor
- 1914 : Get Out and Get Under
- 1914 : Lost, Strayed or Stolen
- 1914 : An Up-to-Date Crook
- 1914 : Three Men and a Girl
- 1914 : How to Keep a Husband
- 1914 : Si Puts One Over
- 1914 : Charlie's Rival
- 1914 : Almost a Bridegroom
- 1914 : Spotted
- 1914 : For the Love of Baldy
- 1914 : An Episode
- 1914 : Charlie and a Dog
- 1914 : A Telephone Engagement
- 1914 : Out on Business
- 1914 : A Pair of Birds
- 1914 : The Career of Waterloo Peterson
- 1914 : Their Picnic
- 1914 : Their Parents' Kids
- 1914 : Charlie's New Suit
- 1914 : Charlie's Waterloo
- 1914 : The Mashers
- 1914 : The Dancing Craze
- 1914 : Their New Lodger
- 1914 : Dead Broke
- 1914 : A Change of Complexion
- 1914 : The Stone in the Road
- 1914 : Some Hero
- 1914 : A Midnight Supper
- 1914 : Easy Money
- 1914 : Closed Gates
- 1914 : His Lucky Day
- 1914 : Foolish Lovers
- 1914 : In Wrong
- 1914 : Lost by a Hair
- 1914 : Her New Hat
- 1914 : The Girl in Pants
- 1914 : Nearly a Stepmother
- 1914 : What Pearl's Pearls Did
- 1914 : Vivian's Four Beaus
- 1914 : Getting Vivian Married
- 1914 : Charlie's Toothache
- 1914 : Behind the Veil
- 1914 : Willie's Disguise
- 1914 : Some Crooks
- 1914 : Some Cop
- 1914 : Vivian's Best Fellow
- 1914 : Bashful Ben
- 1914 : Barreled
- 1914 : Curing a Lazy Wife
- 1914 : Daisies
- 1914 : Was He a Hero?
- 1914 : The Bachelor's Housekeeper
- 1914 : Helping Mother
- 1914 : The Hand of Providence
- 1914 : A Joke on the Joker
- 1914 : East Lynne in Bugville
- 1914 : Charlie's Smoker
- 1914 : Belmont Butts In
- 1914 : Liferitis
- 1914 : Some Collectors
- 1914 : Pearl's Mistake
- 1914 : Vivian's Transportation
- 1914 : The Life Savers
- 1914 : They Didn't Know
- 1914 : Oh! You Mummy
- 1914 : Naughty Nellie
- 1914 : A Father's Devotion
- 1914 : Sammy's Vacation
- 1914 : Charlie Woos Vivian
- 1914 : The Barber Shop Feud
- 1914 : Whose Baby?
- 1914 : Vivian's Cookies
- 1914 : Such a Mistake
- 1914 : The Glass Pistol
- 1914 : False Colors (en)
- 1914 : Vivian's Beauty Test
- 1914 : The Fat Girl's Romance
- 1915 : A Lady in Distress
- 1915 : The Caprices of Kitty
- 1915 : Sunshine Molly
- 1915 : Captain Courtesy
- 1915 : Betty in Search of a Thrill
- 1915 : Scandal
- 1915 : A Cigarette - That's All
- 1915 : Jewel
- 1916 : Hop - The Devil's Brew
- 1916 : The Dance of Love
- 1916 : The Flirt
- 1916 : The Dumb Girl of Portici
- 1916 : John Needham's Double
- 1916 : Where Are My Children?
- 1916 : The Eye of God
- 1916 : Saving the Family Name
- 1916 : Idle Wives
- 1916 : Wanted: A Home
- 1916 : The Celebrated Stielow Case
- 1916 : The Rock of Riches
- 1916 : The Gilded Life
- 1917 : Alone in the World
- 1917 : The Boyhood He Forgot
- 1917 : Hand That Rocks the Cradle
- 1917 : The Double Standard (en)
- 1917 : Le Contraste (The Price of a Good Time)
- 1918 : Le Docteur X... (The Doctor and the Woman)
- 1918 : Le Sursaut (For Husbands Only)
- 1919 : L'Éveil d'une conscience (When a Girl Loves)
- 1919 : Forbidden

### Comme acteur
- 1910 : The Gray of the Dawn
- 1910 : The Armorer's Daughter
- 1910 : Where Sea and Shore Doth Meet
- 1911 : A Heroine of '76
- 1911 : The Heiress
- 1911 : The Realization
- 1911 : On the Brink
- 1911 : Fate
- 1911 : Lost Illusions : The Artist
- 1911 : A Breach of Faith
- 1911 : The Martyr
- 1912 : A Parting of the Ways
- 1912 : Angels Unaware
- 1912 : Fine Feathers
- 1912 : The Bargain
- 1912 : The Final Pardon
- 1912 : Eyes That See Not
- 1912 : Power of Thought : The Lover
- 1912 : The Greater Love
- 1912 : The Troubadour's Triumph : The Troubadour
- 1912 : The Greater Christian
- 1912 : An Old Fashioned Girl
- 1912 : Faraway Fields
- 1913 : His Sister
- 1913 : Two Thieves
- 1913 : In the Blood
- 1913 : Troubled Waters
- 1913 : An Empty Box
- 1913 : The Picture of Dorian Gray
- 1913 : The Peacemaker
- 1913 : Bobby's Baby
- 1913 : Until Death
- 1913 : The Dragon's Breath
- 1913 : The Rosary
- 1913 : The Cap of Destiny
- 1913 : The King Can Do No Wrong
- 1913 : The Pretender
- 1913 : How Men Propose : Proposer
- 1913 : Through Strife : The Husband
- 1913 : The Fallen Angel
- 1913 : Civilized and Savage
- 1913 : The Heart of Jewess
- 1913 : Just in Time : The Detective
- 1913 : The Call
- 1913 : The Light Woman
- 1913 : Genesis: 4-9 : Jerry
- 1913 : His Brand : The Husband
- 1913 : Shadows of Life
- 1913 : Memories : Personification of Love
- 1913 : The Clue
- 1913 : Thieves and the Cross
- 1913 : The Haunted Bride
- 1913 : The Blood Brotherhood
- 1913 : James Lee's Wife
- 1913 : The Mask
- 1913 : The Jew's Christmas
- 1913 : The Wife's Deceit
- 1914 : The Female of the Species
- 1914 : A Fool and His Money
- 1914 : The Leper's Coat
- 1914 : The Coward Hater
- 1914 : An Old Locket
- 1914 : The Merchant of Venice : Shylock
- 1914 : The Weaker Sister
- 1914 : A Modern Fairy Tale
- 1914 : The Spider and Her Web
- 1914 : In the Days of His Youth
- 1914 : The Babies' Doll
- 1914 : On Suspicion
- 1914 : An Episode
- 1914 : The Triumph of Mind
- 1914 : Avenged
- 1914 : The Stone in the Road
- 1914 : Closed Gates
- 1914 : The Pursuit of Hate
- 1914 : Lost by a Hair
- 1914 : Mary Plain
- 1914 : Behind the Veil
- 1914 : Daisies
- 1914 : Helping Mother
- 1914 : False Colors (en) : Lloyd Phillips
- 1915 : Sunshine Molly : Bull' Forrest
- 1915 : Scandal : William Wright
- 1915 : A Cigarette - That's All
- 1916 : Hop - The Devil's Brew : Ward Jansen
- 1916 : Saving the Family Name : Robert Winthrop
- 1916 : Under the Spell
- 1916 : Idle Wives : John Wall
- 1916 : The Celebrated Stielow Case
- 1916 : The Rock of Riches
- 1916 : The Gilded Life
- 1917 : Alone in the World
- 1917 : The Boyhood He Forgot
- 1917 : Hand That Rocks the Cradle : Dr Broome
- 1921 : Deux Femmes trop sages (Too Wise Wives) de Lois Weber : Mr. John Daly
- 1922 : The Power of a Lie : Jeremiah Smith
- 1923 : Temptation : Frederick Arnold
- 1923 : Suprême Amour (en) (Nobody's Bride) d'Herbert Blaché : Cyrus W. Hopkins
- 1923 : Trimmed in Scarlet : Peter Ebbing
- 1923 : The Self-Made Wife : J.D. Sears
- 1923 : Cameo Kirby : Judge Playdell
- 1923 : Flaming Youth : Ralph Fentriss
- 1924 : Daughters of Today de Rollin S. Sturgeon : Leigh Whittall
- 1924 : For Sale : Mr. Winslow
- 1924 : Les Solitaires (Single Wives) de George Archainbaud : Tom Van Clark
- 1924 : Cheap Kisses : George Wescott
- 1925 : Charley's Aunt : Sir Francis Chesney
- 1925 : The Awful Truth : Rufus Kempster
- 1925 : Wandering Footsteps : Mr. Maynard
- 1925 : The Fate of a Flirt : Sir Horace Worcester
- 1925 : Stella Maris : Sir Oliver Blount
- 1925 : Soul Mates : Markrute
- 1926 : La Reine des diamants (Queen o' Diamonds) de Chester Withey : Mr. Ramsey
- 1926 : The Taxi Mystery : Willoughby Thomson
- 1926 : Money Talks (en) d'Archie Mayo : J.B. Perkins
- 1926 : There You Are! : J. Bertram Peters
- 1927 : The Broken Gate : Judge Lucius Henderson
- 1927 : Sensation Seekers : Mr. Hagen
- 1927 : The Dice Woman : Mr. Gray
- 1927 : L'Aurore (Sunrise: A Song of Two Humans) : Head waiter
- 1927 : The Irresistible Lover : Mr. Brown
- 1927 : Tea for Three : Harrington
- 1927 : Stage Kisses : John Clarke
- 1927 : Man Crazy : James Janeway
- 1928 : Broadway Daddies : James Leech
- 1928 : Honeymoon Flats : Mr. Garland
- 1928 : Sinners in Love : Spencer
- 1928 : Romance of the Underworld : John T. Woodring, the Coroner
- 1928 : Blindfold : Jeweler
- 1928 : The Border Patrol : Conway Dix
- 1929 : Sa vie m'appartient (True Heaven) de James Tinling : British Colonel Mason
- 1929 : The Fatal Warning : Leonard Taylor
- 1929 : The Black Watch : Doctor
- 1929 : High Voltage : Henderson (The Banker)
- 1929 : The Racketeer : Bit Role
- 1929 : The Aviator : John Douglas
- 1930 : Le Quartier des amoureux (Peacock Alley) de Marcel de Sano : Bonner
- 1930 : Drumming It In
- 1930 : Liliom
- 1930 : Charley's Aunt (en) : Sir Francis Chesney
- 1930 : Midnight Special : Mr. Harboard
- 1931 : Laugh and Get Rich : Dinner Guest
- 1931 : Daybreak : Gambler
- 1931 : The Lawless Woman : Dan Taylor
- 1931 : Up for Murder
- 1931 : The Lady Who Dared de William Beaudine : Bit
- 1931 : A Free Soul
- 1931 : The Public Defender : Eugene Gerry
- 1931 : The Lady from Nowhere : Barstow
- 1931 : Madame Julie (The Woman Between)
- 1931 : Pur-sang (Sporting Blood) de Charles Brabin : Racing Fan at Latonia
- 1931 : High Stakes de Lowell Sherman : Mr. Gregory
- 1931 : The Big Gamble
- 1931 : New Adventures of Get Rich Quick Wallingford de Sam Wood : Stockholder
- 1932 : Les Grecs avaient un nom pour elles (The Greeks Had a Word for Them) de Lowell Sherman : Justin Emery
- 1932 : Murder at Dawn : Judge Folger
- 1932 : Sinister Hands : Richard Lang
- 1932 : Escapade : Wally Hines
- 1932 : Hell's Headquarters : Mr. Cameron
- 1932 : Sinners in the Sun : Maitre D
- 1932 : The Widow in Scarlet : Pete's pal
- 1932 : Washington Masquerade : Senator Parrish
- 1932 : Le Treizième Invité : Uncle Dick Thornton
- 1932 : The Face on the Barroom Floor : C.E. Grove
- 1932 : Slightly Married : Mr. Martin
- 1932 : Midnight Warning : Ralph Van Buren
- 1933 : Celle qu'on accuse (The Woman Accused) de Paul Sloane : Haskins
- 1933 : Murders in the Zoo : Banquet guest
- 1933 : Cocktail Hour de Victor Schertzinger : Captain
- 1933 : Midnight Mary : Defense Attorney
- 1933 : Made on Broadway : Judge
- 1933 : Disgraced! : Judge
- 1933 : Danseuse étoile (Stage Mother) de Charles Brabin : Music Store Manager
- 1933 : The Power and the Glory : Board of Directors
- 1933 : Secret Sinners
- 1933 : The Women in His Life : Client
- 1933 : The Big Race : Hamilton Sr.
- 1934 : You Can't Buy Everything : Committee man
- 1934 : The Quitter : Graham the Banker
- 1934 : All the King's Horses : Count Blotenheim
- 1934 : Bolero : Leona's angel
- 1934 : La mort prend des vacances (Death Takes a Holiday) : Manager of Casino
- 1934 : Double Door : Wedding Guest
- 1934 : Thirty Day Princess (en) de Marion Gering : Guest
- 1934 : Little Miss Marker : Bangles' Pesty Sugar Daddy
- 1934 : Shoot the Works : Radio Executive
- 1934 : Chained : S.S. Official
- 1934 : Desirable : Old Man in Theater
- 1934 : Cléopâtre
- 1934 : Madame du Barry
- 1934 : Behold My Wife : Society man
- 1935 : Toute la ville en parle (The Whole Town's Talking) de John Ford : City official
- 1935 : Night Life of the Gods : Alfred Lambert
- 1935 : Let's Live Tonight : Millionaire
- 1935 : Hold 'Em Yale
- 1935 : La Clé de verre de Frank Tuttle : Man in Barber Chair
- 1935 : Aimez-moi toujours (Love Me Forever) de Victor Schertzinger : Bit Role
- 1935 : Two for Tonight : Doctor in Hallway
- 1935 : It's in the Air : Mr. Winterby
- 1935 : A Feather in Her Hat :'Man
- 1935 : Une nuit à l'opéra (A Night at the Opera) : Committeeman
- 1936 : Le vagabond dangereux (Dangerous Intrigue) de David Selman : Business Man
- 1936 : Preview Murder Mystery : Legal Advisor
- 1936 : Too Many Parents de Robert F. McGowan : Second man
- 1936 : Three Cheers for Love : Mr. Courtney Netherland
- 1936 : The Crime of Dr. Forbes : Faculty Doctor
- 1936 : Ma femme américaine (en) (My American Wife) de Harold Young : Mr. Van Dusen
- 1936 : Yours for the Asking : Man
- 1936 : The Accusing Finger : Senator
- 1936 : Love on the run : Man in Hotel
- 1937 : Man of the People : Society Man
- 1937 : Place aux jeunes (Make Way for Tomorrow) : Business Man
- 1937 : Hotel Haywire : Judge
- 1937 : Mountain Music (en)
- 1937 : Âmes à la mer (Souls at Sea) : Dignitary
- 1937 : Second Honeymoon : Banker
- 1937 : Bulldog Drummond's Revenge : Englishman
- 1938 : Start Cheering : Professor
- 1938 : When G-Men Step In : Gray-Haired Man
- 1938 : Joyeux Gitans
- 1938 : Speed to Burn (en)
- 1938 : Booloo : 4th Governor
- 1938 : I Am the Law : University Dean
- 1938 : The Lady Objects : Fairbanks
- 1939 : I'm from Missouri : Man with Monocle
- 1947 : Monsieur Verdoux : Garden Party Guest

### Comme scénariste
- 1912 : A Parting of the Ways
- 1916 : Where Are My Children?
- 1916 : Idle Wives
- 1917 : Hand That Rocks the Cradle
- 1918 : The Doctor and the Woman

### Comme producteur
- 1915 : Hypocrites
- 1915 : Jewel
- 1916 : Where Are My Children?
- 1916 : Shoes
- 1916 : Wanted: A Home
- 1917 : Hand That Rocks the Cradle
- 1918 : Borrowed Clothes